# Новометелкина
Новометелкина — деревня в Заларинском районе Иркутской области России. Входит в состав Черемшанского муниципального образования. Находится примерно в 58 км к юго-западу от районного центра.

## Население
По данным Всероссийской переписи, в 2010 году в деревне проживал 21 человек (13 мужчин и 8 женщин).